# Tân Phúc, Hàm Tân
Tân Phúc là một xã thuộc huyện Hàm Tân, tỉnh Bình Thuận, Việt Nam.
Xã Tân Phúc có diện tích 114,68 km², dân số năm 2003 là 7066 người, mật độ dân số đạt 62 người/km².